# كفر جرة
كفر جرة هي إحدى القرى اللبنانية من قرى قضاء جزين في محافظة الجنوب.